# Vasco Almeida e Costa
Vasco Almeida e Costa (* 26. Juli 1932 in Lissabon; † 25. Juli 2010 ebenda) war ein portugiesischer Marineoffizier und Politiker.

## Leben
Der Sohn von Américo de Almeida e Costa und Julieta da Conceição Leote besuchte zwischen 1943 und 1950 das Colégio Militar. Am 11. Januar 1959 heiratete er Maria Claudiana da Costa de Faria Araújo.
Nach der Nelkenrevolution am 25. April 1974 wurde Almeida e Costa in der portugiesischen Politik aktiv und spielte eine wichtige Rolle bei der portugiesischen Entkolonialisierung. Vom 19. September 1975 bis zum 23. Juli 1976 diente er als Innenminister in der Regierung von José Baptista Pinheiro de Azevedo. Nachdem dieser am 23. Juni 1976 einen Herzinfarkt erlitten hatte, wurde Almeida e Costa Interimspremierminister Portugals. Am 23. Juli 1976 löste ihn Mário Soares ab.
Vom 16. Juni 1981 bis zum 15. Mai 1986 war Almeida e Costa Gouverneur der damaligen portugiesischen Kolonie Macau. In seine Amtszeit fiel seine umstrittene Entscheidung, die gesetzgebende Versammlung von Macau aufzulösen.
Er starb 2010 einen Tag vor seinem 78. Geburtstag.
| Personendaten    | Personendaten                                |
| ---------------- | -------------------------------------------- |
| NAME             | Costa, Vasco Almeida e                       |
| KURZBESCHREIBUNG | portugiesischer Marineoffizier und Politiker |
| GEBURTSDATUM     | 26. Juli 1932                                |
| GEBURTSORT       | Lissabon                                     |
| STERBEDATUM      | 25. Juli 2010                                |
| STERBEORT        | Lissabon                                     |